# جوناس اسمالدرز
جوناس اسمالدرز (انگلیسی: Jonas Smulders؛ زادهٔ ۱۹۹۴ (۳۰–۳۱ سال)) بازیگر اهل پادشاهی هلند است. وی در سال ۲۰۱۵ برندهٔ جایزه گوساله طلایی شد.